# Billal Sebaihi
Billal Sebaihi (sinh ngày 31 tháng 5 năm 1992) là một cầu thủ bóng đá Pháp-Algérie thi đấu ở vị trí tiền vệ tấn công cho FK Žalgiris.

## Sự nghiệp câu lạc bộ
Vào tháng 7 năm 2015, anh rời Beira-Mar và chuyển đến câu lạc bộ ở Primeira Liga Estoril. Anh ký bản hợp đồng 3 năm đến năm 2018 với điều khoản mua 3 triệu euro.